# عدنان حیدر
عدنان حیدر (عربی: عدنان حيدر؛ زادهٔ ۳ اوت ۱۹۸۹) بازیکن فوتبال اهل نروژ است.
از باشگاه‌هایی که در آن بازی کرده‌است می‌توان به باشگاه فوتبال وولرنگا اشاره کرد.
وی همچنین در تیم ملی فوتبال لبنان بازی کرده‌است.